# Monticalia nitida
Monticalia nitida là một loài thực vật có hoa trong họ Cúc. Loài này được (Kunth) C.Jeffrey mô tả khoa học đầu tiên năm 1992.